# Диоцез Порвоо
Диоцез Порвоо (швед. Borgå stift, фин. Porvoon hiippakunta) — одна из девяти епархий Евангелическо-лютеранской церкви Финляндии, основанная в 1723 году.
После учреждения епархии кафедральным собором стала старинная церковь, построенная 15 веке в стиле поздней готики.

## История
Первоначально учреждена в 1723 году вследствие переноса епископской кафедры шведской лютеранской церкви из Выборга в Борго (Порвоо) в результате передачи Выборга Российской империи по Ништадтскому миру 1721 года.
В 1809 году после присоединения Шведской Финляндии к России Боргоская епархия, наряду с Абоской, была выделена из Церкви Швеции. Так образовалась самостоятельная Финская лютеранская церковь. В 1812 году, после объединения в рамках Российской империи Шведской и Старой Финляндии (Выборгской губернии) в Великое княжество Финляндское, к Боргоской епархии были присоединены Выборгский и Фридрихсгамский консисториальные округа, ранее подчинявшиеся Консисториальному заседанию Юстиц-коллегии Лифляндских, Эстляндских и Финляндских дел. 
В 1923 году епископская кафедра была перенесена в Тампере, однако в том же году Боргоская епархия была вновь учреждена в качестве общей церковной структуры для всех шведоязычных граждан Финляндии.

## Структура
В состав епархии входят все шведоязычные приходы в Финляндии, а также те двуязычные приходы, в которых шведский язык является языком большинства. Кроме того, ей подчиняется немецкая лютеранская община Финляндии. Епархия включает 65 приходов, объединённых в 9 пробств.

## Епископы
- 1723–1733 Johannes Gezelius (младший)
- 1734–1743 Даниэль Юслениус
- 1745–1761 Johan Nylander
- 1762–1789 Gabriel Fortunius
- 1789–1792 Paul Krogius
- 1792–1809 Zacharias Cygnaeus
- 1809–1818 Magnus Jacob Alopaeus
- 1819–1820 Закариас Сигнеус
- 1821–1837 Johan Molander
- 1838–1864 Carl Gustaf Ottelin
- 1865–1878 Frans Ludvig Schauman
- 1878–1883 Anders Johan Hornborg
- 1884 Johan Viktor Johnsson
- 1885–1892 Carl Henrik Alopaeus
- 1892–1920 Herman Råbergh
- 1920–1923 Jaakko Gummerus
- 1923—1954 — Бонсдорф, Макс фон[фин.]
- 1954—1961 — Уле Росенквист[фин.]
- 1961—1970 — Карл-Эрик Форсселл[фин.]
- 1970—1982 — Йон Викстрём
- 1983—2006 — Эрик Викстрём[фин.]
- 2006—2009 — Густав Бьёркстранд
- 2009—н. в. — Бьёрн Викстрём